# Foni Bintang-Karenai

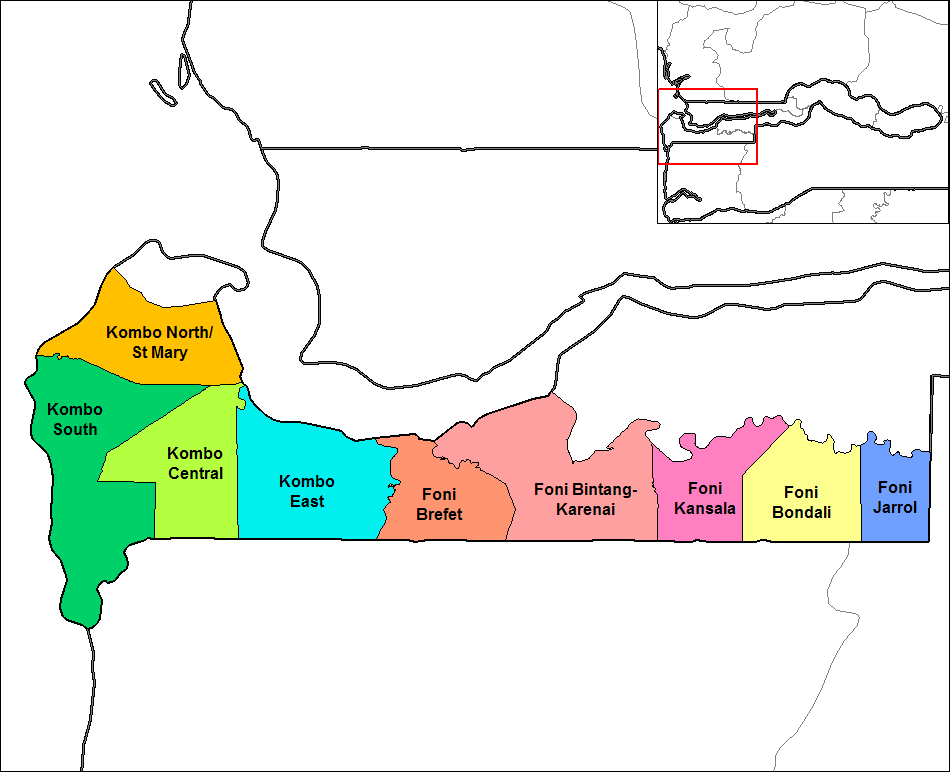
Districten van Western.

Foni Bintang-Karenai is een van de negen districten van de divisie Western van Gambia. Volgens een berekening van 2010 wonen er ongeveer 19.030 inwoners. Het resultaat van de laatst gepubliceerde volkstelling van 2003 was 15.994.
De naam is afgeleid van Foni, een voormalige kleine koninkrijk. Het district is ontstaan uit de fusie van de twee oorspronkelijke districten Foni Bintang en Foni Karanai.

## Plaatsen
De tien grootste plaatsen zijn respectievelijk - met erachter het geschatte aantal inwoners:
- Sibanor, 4626
- Bintang, 1125
- Batabut Kantora, 1039
- Bajakarr, 891
- Jakoi Sibrik, 763
- Jifanga, 712
- Katakorr, 656
- Kandonku, 631
- Arangalain, 578
- Bulanjor, 522

Foni Bintang-Karenai · Foni Bondali · Foni Brefet · Foni Jarrol · Foni Kansala · Kombo Central · Kombo East · Kombo North/Saint Mary · Kombo South